# Вількомирський повіт
Вількомирський повіт (лит. Vilkmergės apskritis, рос. Вилькомирский уезд) — історична адміністративно-територіальна одиниця Великого князівства Литовського, а потім з тою ж назвою у складі Російської імперії Віленської та Ковенської губернії. Адміністративний центр — місто Вількомир.

## Підпорядкування
- Утворений у 1795 році у складі Віленської губернії на території, що відійшла до складу Російської імперії після третього поділу Речі Посполитої.
- З 1797 року — у складі Литовської губернії.
- З 1801 року — у складі відновленої Віленської губернії (до 1840 року носила назву Литовсько-Віленської).
- 1843 року передано до складу новоствореної Ковенської губернії.
- 1920 року відійшов до складу Польщі.

## Склад
Станом на 1886 рік налічував 265 сільських громад, 1821 поселення у 26 волостях. 
Населення — 163 295 осіб (81123 чоловічої статі та 82172 — жіночої), 12 497 дворових господарств.
|                     | Площа, десятин | У тому числі орної, дес. |
| ------------------- | -------------- | ------------------------ |
| Сільських громад    | 234304         | 138234                   |
| Приватної власності | 210599         | 65107                    |
| Казенної власності  | 24904          | 107                      |
| Іншої власності     | 1498           | 675                      |
| Загалом             | 471305         | 204123                   |

## Адміністративний поділ
Волосний поділ станом на 1886 рік:
| №  | Назва           | Центр   | Населення | Кількість дворів | Площа, десятин | Площа орної землі, дес. | Кількість поселень (сільських громад) |
| -- | --------------- | ------- | --------- | ---------------- | -------------- | ----------------------- | ------------------------------------- |
| 1  | Адрониська      | ?       | 4776      | 316              | 12748          | 6675                    | 58 (8)                                |
| 2  | Вепрівська      | ?       | 4630      | 204              | 13287          | 5493                    | 35 (6)                                |
| 3  | Вижунська       | ?       | 4757      | 674              | 12936          | 7289                    | 49 (4)                                |
| 4  | Вирбилиська     | ?       | 3022      | 278              | 19182          | 7124                    | 30 (5)                                |
| 5  | Войткуська      | ?       | 6789      | 427              | 17977          | 6927                    | 64 (15)                               |
| 6  | Добейська       | ?       | 4675      | 425              | 15463          | 6268                    | 56 (8)                                |
| 7  | Жмуйдекська     | ?       | 10863     | 628              | 23648          | 11238                   | 88 (20)                               |
| 8  | Коварська       | ?       | 8267      | 479              | 20655          | 8084                    | 88 (10)                               |
| 9  | Костянтинівська | ?       | 5683      | 482              | 13006          | 6212                    | 74 (19)                               |
| 10 | Куписька        | ?       | 6431      | 663              | 20281          | 13818                   | 68 (14)                               |
| 11 | Курклевська     | ?       | 3073      | 175              | 8414           | 4241                    | 36 (6)                                |
| 12 | Овантська       | ?       | 9910      | 871              | 29074          | 16069                   | 123 (8)                               |
| 13 | Олоцька         | ?       | 7712      | 651              | 21252          | 7712                    | 109 (8)                               |
| 14 | Оникштинська    | ?       | 10162     | 825              | 27483          | 11729                   | 144 (24)                              |
| 15 | Погірська       | ?       | 3618      | 236              | 12643          | 4627                    | 36 (7)                                |
| 16 | Пупінська       | ?       | 5724      | 648              | 14657          | 7006                    | 86 (11)                               |
| 17 | Рогівська       | ?       | 7887      | 572              | 25387          | 8557                    | 106 (11)                              |
| 18 | Свядоцька       | ?       | 5822      | 475              | 22386          | 7207                    | 49 (9)                                |
| 19 | Субоцька        | ?       | 6914      | 471              | 26351          | 10579                   | 76 (12)                               |
| 20 | Судейська       | Судейки | 3011      | 208              | 9699           | 4258                    | 33 (5)                                |
| 21 | Сесицька        | ?       | 3676      | 286              | 14087          | 5638                    | 29 (5)                                |
| 22 | Товянська       | ?       | 7638      | 627              | 25574          | 7118                    | 113 (10)                              |
| 23 | Тришкуйська     | ?       | 5965      | 464              | 26323          | 6156                    | 69 (6)                                |
| 24 | Уцянська        | ?       | 10034     | 540              | 21372          | 10933                   | 84 (21)                               |
| 25 | Ушпільська      | ?       | 5633      | 512              | 12066          | 6978                    | 77 (7)                                |
| 26 | Шацька          | ?       | 6709      | 330              | 16894          | 7471                    | 37 (4)                                |

Станом на 1913 рік у повіті було 25 волостей .